# Долидович, Фрол Савельевич
Фрол Савельевич Долидович (Далидович; 29 октября 1925, п. Пензенский ныне Тогучинского района Новосибирской области — 22 сентября 1964, Новосибирск) — участник Великой Отечественной войны, автоматчик разведывательного взвода, гвардии старший сержант. Герой Советского Союза (1945).

## Биография
Родился в крестьянской семье. Окончив школу-семилетку, работал в колхозе.
Осенью 1942 ушёл добровольцем в Красную армию; с августа 1943 участвовал в военных сражениях. Был автоматчиком разведывательного взвода 53-й гвардейской танковой Фастовской Краснознамённой ордена Богдана Хмельницкого бригады (6-й гвардейский танковый Киевский Краснознамённый орденов Суворова и Богдана Хмельницкого корпус, 3-я гвардейская танковая армия, 1-й Украинский фронт).
15 января 1945 года комсомолец рядовой Долидович первым переправился через реку Пилица (Польша) и, подобравшись к вражеской пушке, уничтожил ее расчет.
В тот же день, в уличных боях в населенном пункте Малюшин (13 км. северо-западнее города Влощева) уничтожил из автомата более шестидесяти немцев, забросал гранатами две машины и шесть повозок. 21 января 1945 года с группой разведчиков пробрался в тыл противника, при налета на штаб лично истребил свыше 10 солдат и офицеров врага. Несмотря на ранение, уничтожил гранатами пулеметный расчет. Из захваченного пулемета отбил 4 вражеских атаки и ночью с ценными сведениями вернулся в часть. За время боев взял в плен 6 фашистов
Был награждён орденами Красного Знамени и Красной Звезды. Особо отличился в боях Висло-Одерской наступательной операции. За подвиг, совершённый в разведке и позволивший почти без потерь захватить г. Кемпно, был удостоен звания Героя Советского Союза 10 апреля 1945.
После войны продолжал службу в армии, затем, демобилизовавшись в звании старшего сержанта, вернулся в Новосибирск. С 1953 года работал начальником военизированной охраны Новосибирского мелькомбината № 1. Член КПСС с 1952 года. 22 сентября 1964 года трагически погиб на посту при исполнении служебных обязанностей.
Похоронен на Заельцовском кладбище в Новосибирске.

## Память
- Именем Далидовича названы улица и проезд в Новосибирске.
- Портрет Фрола Савельевича запечатлен на мемориале Героям Советского Союза в г. Тогучине.
- Его имя увековечено на Аллее Героев у Монумента Славы в Новосибирске.